# HD110026
HD110026 — хімічно пекулярна зоря спектрального класу A3, що має видиму зоряну величину в смузі V приблизно  8,1.
Вона  розташована на відстані близько 1393,8 світлових років від Сонця.